# Stugubäcktjärnen
Stugubäcktjärnen är en sjö i Bräcke kommun och Ragunda kommun i Jämtland och ingår i Indalsälvens huvudavrinningsområde. Sjön har en area på 0,108 kvadratkilometer och ligger 433 meter över havet. Sjön avvattnas av vattendraget Stugubäcken.

## Delavrinningsområde
Stugubäcktjärnen ingår i det delavrinningsområde (699939-148862) som SMHI kallar för Mynnar i Kvarnån. Medelhöjden är 395 meter över havet och ytan är 20,46 kvadratkilometer. Det finns inga avrinningsområden uppströms utan avrinningsområdet är högsta punkten. Stugubäcken som avvattnar avrinningsområdet har biflödesordning 3, vilket innebär att vattnet flödar genom totalt 3 vattendrag innan det når havet efter 158 kilometer. Avrinningsområdet består mestadels av skog (84 procent) och sankmarker (14 procent). Avrinningsområdet har 0,11 kvadratkilometer vattenytor vilket ger det en sjöprocent på 0,5 procent.